# Willi (Kegelrobbe)

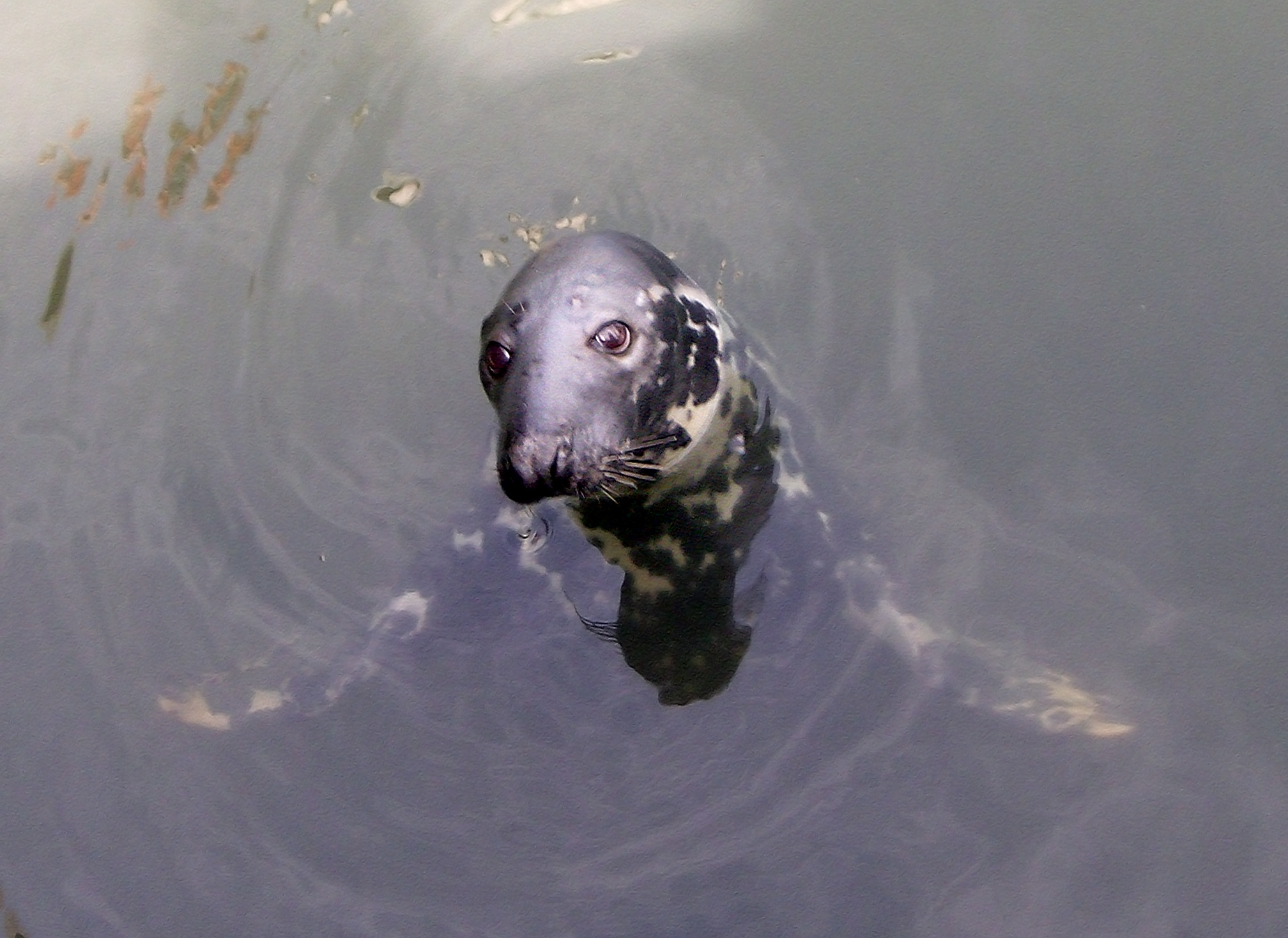
Willi, die Kegelrobbe (Mai 2007)

Willi ist der Name einer Kegelrobbe (Halichoerus grypus), die sich regelmäßig im Hafenbecken von Hörnum auf der Insel Sylt aufhielt.

## Leben
Bereits in jungen Jahren suchte sie die Nähe zu Anglern, die Makrelen für sie bereithielten. Dadurch gewöhnte sie sich nach und nach an die Menschen, sodass sie seit 1991 in den Sommermonaten regelmäßig in das Hafenbecken von Hörnum kam. Sie blieb wahrscheinlich dort, weil sie gefüttert wurde. 
Erst als Willi ein Junges gebar, erkannte man, dass es sich bei dieser ostatlantischen Kegelrobbe nicht um ein Männchen handelte, weshalb Wilhelmine als ihr „richtiger“ Name angesehen wird. Westlich von Amrum auf dem Jungnamensand trug sie ihr Junges aus, denn diese Sandbank dient den Kegelrobben im Winter als Rückzugsraum. 
Mit ihren geschätzten 200 Kilogramm war Willi überdurchschnittlich schwer. Wildlebende ausgewachsene Weibchen erreichen normalerweise ein Gewicht von bis zu 150 Kilogramm. Ein geringerer Kraftaufwand bei der Nahrungssuche im Vergleich zu ihren Artgenossen ist vermutlich die Ursache für das Übergewicht.
Seit Spätsommer 2017 wurde Willi von einer weiteren Kegelrobbe, genannt „Sylta“, begleitet.
Inzwischen ist Willi verstorben und nur noch Sylta besucht den Hörnumer Hafen.

## Bedeutung für den Umweltschutz und den Tourismus
Laut dem damaligen Leiter der Sylter Niederlassung der Schutzstation Wattenmeer, Lothar Koch, weckte Willi Interesse für ihre im Nationalpark Schleswig-Holsteinisches Wattenmeer lebenden Artgenossen. Freilebende Meeressäuger seien generell ein nicht zu unterschätzender Werbefaktor für den Tourismus.

## Willi in den Medien
Die Kegelrobbe Willi war Bestandteil von Medienberichten über Sylt. So wurde sie unter anderem genannt beim ZDF in der Sendung ML Mona Lisa, in der Rheinischen Post, im Magazin der Süddeutschen Zeitung, in der Frankfurter Allgemeine Zeitung und im Hamburger Abendblatt. Auch einige Reiseführer machen auf Willi aufmerksam.